# Cristal de gelo

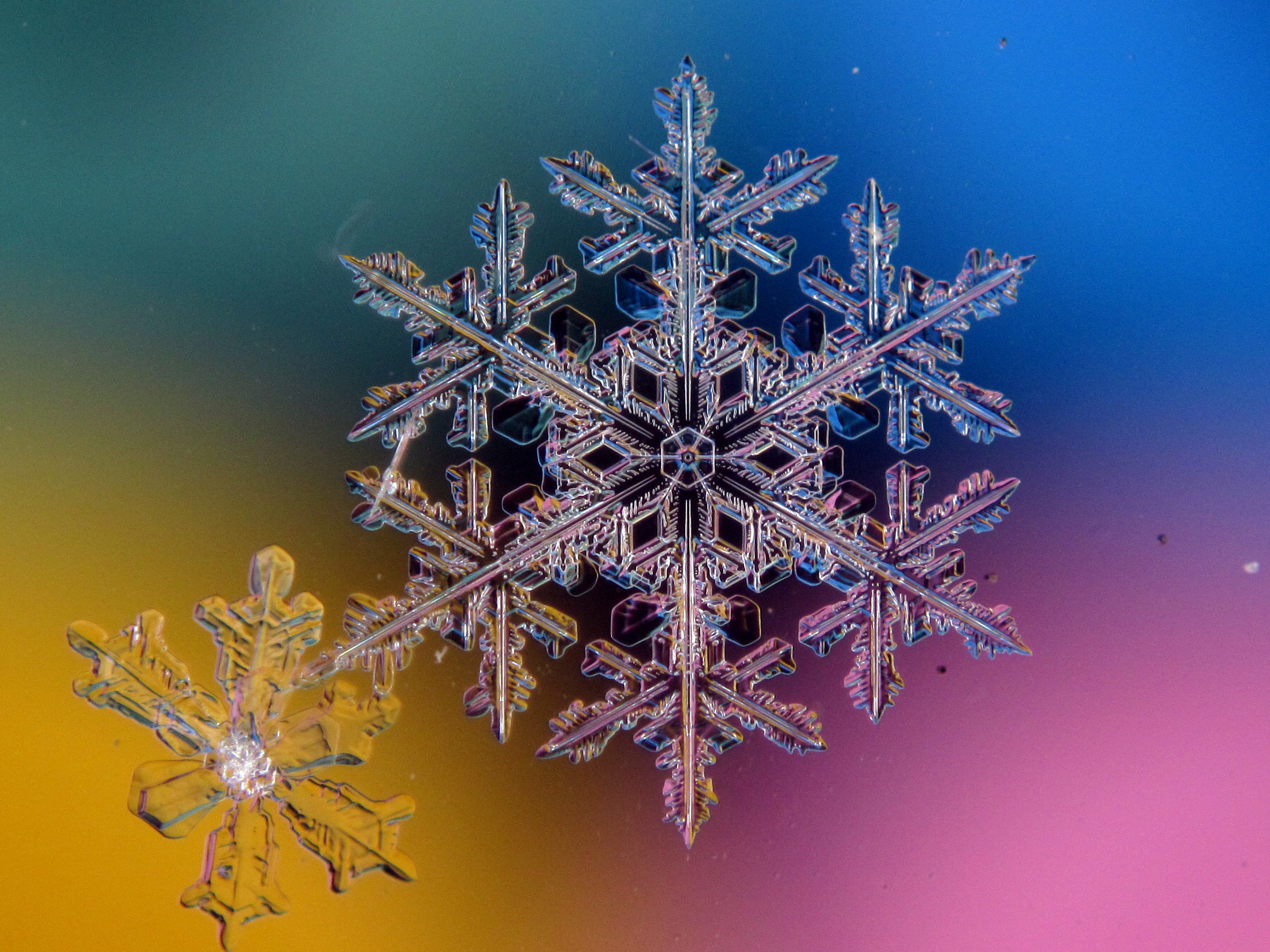
Cristal de gelo.

Os cristais de gelo são gelo sólido que exibe ordenação atômica em várias escalas de comprimento e incluem colunas hexagonais, placas hexagonais, cristais dendríticos e pó de diamante.
A temperatura e a umidade determinam muitas formas cristalinas diferentes. Cristais de gelo são responsáveis por vários fenômenos óticos atmosféricos.
À temperatura e pressão ambiente, as moléculas de água têm a forma de um V. Os dois átomos de hidrogênio se ligam ao átomo de oxigênio em um ângulo de 105°.
- Ver também: Floco de neve